# Campeonato individual de Remonte
El Campeonato individual de Remonte es la máxima competición de Remonte profesional, su actual denominación es Torneo Casino Kursaal, entidad que patrocina la competición. Fue creada en 1944, siendo su ganador el mítico Jesús Abrego, el que es para muchos el mejor pelotari de la modalidad de toda su historia. No obstante a pesar de diversos intentos por implantar nuevamente el campeonato, no fue hasta 1986 cuando el campeonato quedó definitiva asentado como la competición de referencia del Remonte profesional.
El pelotari que atesora más txapelas con un total de once, es el pelotari de Santesteban, Koteto Ezkurra, máxima figura de la modalidad en la actualidad.

## Palmarés
| Año  | Campeón   | Subcampeón     | Tanteo | Frontón    |
| ---- | --------- | -------------- | ------ | ---------- |
| 1944 | Abrego    | Salsamendi     |        | Euskal Jai |
| 1952 | Areso     |                |        |            |
| 1981 | Intxauspe | Cestau I       |        | Galarreta  |
| 1986 | Aguerre   | Intxauspe      |        | Galarreta  |
| 1987 | Intxauspe | Mujika I       |        | Galarreta  |
| 1988 | Mujika I  | Aizpuru        |        | Galarreta  |
| 1989 | Machín II | Intxauspe      | 35-32  |            |
| 1990 | Machín II | Mujika I       |        | Galarreta  |
| 1991 | Mujika I  | Elizalde       |        | Galarreta  |
| 1992 | Machín II | Mujika I       |        | Galarreta  |
| 1993 | Aizpuru   | Agerre         |        | Galarreta  |
| 1994 | Machín II | Aizpuru        |        | Galarreta  |
| 1995 | Ezkurra   | Aizpuru        |        | Galarreta  |
| 1996 | Ezkurra   | Eizagirre      |        | Galarreta  |
| 1997 | Ezkurra   | Eizagirre      |        | Galarreta  |
| 1998 | Ezkurra   | Lizaso         |        | Galarreta  |
| 1999 | Ezkurra   | Eizagirre      |        | Galarreta  |
| 2000 | Lizaso    | Ezkurra        |        | Galarreta  |
| 2001 | Ezkurra   | Lizaso         |        | Galarreta  |
| 2002 | Ezkurra   | Zeberio        |        | Galarreta  |
| 2003 | Eizagirre | Ezkurra        |        | Galarreta  |
| 2004 | Ezkurra   | Lizaso         | 35-33  | Galarreta  |
| 2005 | Ezkurra   | Lizaso         |        | Galarreta  |
| 2006 | Zeberio   | Urrutia        | 35-31  | Galarreta  |
| 2007 | Zeberio   | Ezkurra        | 35-17  | Galarreta  |
| 2008 | Urrutia   | Zeberio        | 35-29  | Galarreta  |
| 2009 | Urrutia   | Zeberio        | 35-33  | Galarreta  |
| 2010 | Ezkurra   | San Miguel     | 30-24  | Galarreta  |
| 2011 | Ezkurra   | Urrutia        | 30-22  | Galarreta  |
| 2012 | Urriza    |                |        |            |
| 2013 |           | Urriza         |        | Galarreta  |
| 2014 | Urriza    |                |        | Galarreta  |
| 2015 | Urriza    | Uterga         | 30-20  | Galarreta  |
| 2016 | Urriza    | Barrenetxea IV | 30-21  | Galarreta  |

## Finales por pelotaris
| Pelotari  | Txapelas | Finales |
| --------- | -------- | ------- |
| Ezkurra   | 11       | 14      |
| Urriza    | 4        | 5       |
| Matxin II | 4        | 4       |
| Mujika I  | 2        | 5       |
| Zeberio   | 2        | 5       |
| Intxauspe | 2        | 4       |
| Urrutia   | 2        | 4       |
| Lizaso    | 1        | 5       |
| Eizagirre | 1        | 4       |
| Aizpuru   | 1        | 4       |
| Abrego    | 1        | 1       |
| Areso     | 1        | 1       |